# Johann Gerhard
Johann Gerhard, född 17 oktober 1582 i  Quedlinburg,  död 17 augusti 1637 i Jena, var en tysk luthersk teolog. 
Gerhard steg mycket tidigt till höga kyrkliga ämbeten (superintendent i Heldburg 1606, generalsuperintendent i Koburg 1615), men då han kände stark dragning till den akademiska banan, mottog han med glädje 1616 en kallelse till professor i Jena,  där han en mångsidig och inflytelserik verksamhet som sin tids erkänt främste teolog och som rådgivare åt de protestantiska furstarna. 
Gerhard var den ojämförligt främsta representanten för den lutherska ortodoxins teologi. Även om han hade viss del i dess utveckling i skolastisk riktning, finns hos honom, på ett helt annat sätt än hos de senare, det religiösa livets värme och de reformatoriska idéerna närvarande. I sin ungdom mottog han starka intryck av Johann Arndt, och i dennes anda skrev han sitt berömda uppbyggliga och mystiska arbete Meditationes sacræ (”Heliga betraktelser”, 1606, sista upplaga 1864), en av de främsta skrifter av denna art inom den lutherska kyrkan. För att upprätthålla sitt anseende som ortodox lutheran tog han senare i viss mån avstånd från sin för kätteri misstänkte lärare och utgav en ny, såsom ett motstycke till "Meditationes" avsedd, men detta arbete mycket underlägsen uppbyggelseskrift, Exercitium pietatis (1612); dock märks även sedan hos honom spåren av Arndts inflytande. Han utgav även trösteboken Enchiridion consolatorium morti ac tentationibus in agone mortis opponendum vilken utkom i svensk översättning 1702. Sitt dogmatiska system nedlade Gerhard i Loci communes theologici (nio band, 1610 -22; ny upplaga 1863-95). Vid sidan härav står hans för sin tid mönstergilla, om utomordentlig lärdom vittnande polemiska arbete Confessio catholica (fyra band, 1634-37; andra upplagan 1679).